# Orange Marmalade
Orange Marmalade (Tiếng Hàn: 오렌지 마말레이드; phiên âm: Orenji Mamalleideu) là một bộ phim chuyển thể từ loạt webtoon cùng tên đăng nhiều kỳ tại Naver vào năm 2011 đến năm 2013. Phim có sự tham gia của Kim Seolhyun (AOA), Yeo Jin Goo, Lee Jong-hyun (CNBlue) và Gil Eun-hye. Phim được phát sóng trên đài KBS2 vào lúc 22:35 từ ngày 15-5-2015 đến ngày 24-7-năm 2015.

## Nội dung
Trong một thế giới mà con người và ma cà rồng và con người cùng tồn tại. Ma cà rồng tồn tại nhờ máu và xem máu như là thức ăn chủ yếu của họ. Họ vẫn sợ con người và sự phân biệt đối xử đã khiến đa phần trong số họ đã che giấu thân phận và bản năng của mình đế sống như một công dân bình thường hoặc trở thành một kẻ bị xua đuổi, xa lánh.
Baek Ma-ri - một cô gái ma cà rồng ẩn danh, luôn cố gắng che giấu thân phận để có được cuộc sống yên bình. Nhưng cô lại phải lòng Jung Jae-min - nam sinh nổi tiếng học cùng trường khi cả hai cùng chơi cùng ban nhạc, lấy tên là Orange Marmalade. Nhưng Jung Jae-min lại có thành kiến với ma cà rồng. Mọi rẳc rối xảy ra khi cậu bạn ma cà rồng Han Shi-hoo cũng phải lòng với Ma-ri khi luôn tìm mọi cách giành lấy trái tim cô.

## Nhân vật

### Ban nhạc Orange Marmalade
- Kim Seolhyun vai Baek Ma-ri

Ngay từ nhỏ, cô đã bị những đứa trẻ khác xua đuổi và xa lánh. Cô luôn tự nói với bản thân rằng mình không phải là quái vật. Cô quyết tâm tốt nghiệp ở ngôi trường Trung học Huimang và sẽ không bị phát hiện thân phận ma cà rồng của mình. Nhưng cũng tại đây, cô vướng vào mối tình tay ba với Jung Jae-min - nam sinh nổi tiếng học cùng trường và Han Shi-hoo - cậu bạn thân từ nhỏ và cũng là một ma cà rồng. Cô là giọng hát chính của ban nhạc Orange Marmalade. Cô ước mơ cả thế giới được nghe âm nhạc của mình.
- Yeo Jin-goo vai Jung Jae-min

Là nam sinh nổi tiếng của trường và là nhóm trưởng của ban nhạc Orange Marmalade. Cậu là một thiên tài âm nhạc, chơi guitar rất giỏi và từng được xem là huyền thoại âm nhạc khi còn học trung học. Cậu sống khá khép kín, từ bỏ âm nhạc khi mẹ cậu tái hôn với một giáo viên tại trường cậu đang theo học và cũng là một ma cà rồng, cậu không chơi nhạc vì cậu không muốn làm những điều mẹ mình thích. Phải lòng Baek Ma-ri ngay từ khi cô chuyển đến ngôi trường này. Mà không hề biết rằng, cô là một ma cà rồng. 
- Lee Jong-hyun vai Han Shi-hoo

Là một ma cà rồng điển trai và cũng là bạn thời thơ ấu của Ma-ri. Người chú của cậu kết hôn với mẹ của Jae-min. Cậu từng bị đưa vào danh sách đen của ma cà rồng và hình phạt cuối cùng dành cho cậu là hình phạt Ahn Chi. Cậu được chuyển đến học chung trường với Baek Ma-ri. Cậu có tình cảm đặc biệt với Ma-ri và trở thành tình địch với Jung Jae-min. Cậu phụ trách chơi bass cho ban nhạc Orange Marmalade.
- Gil Eun-hye vai Jo Ah-ra

Cô là một nữ sinh nổi tiếng bởi vẻ ngoài xinh đẹp và trí thông minh. Cô thích Jae-min và không muốn công nhận sự thật rằng Ma-ri đã chiếm được sự chú ý của Jae-min. Cô luôn bắt nạt Ma-ri bằng cách giấu nó đằng sau thái độ ngọt ngào và sự bảo vệ từ những người bạn. Cuối cùng, cô nhận thức được hành động sai lầm của bản thân và hoà nhập hơn với Ma-ri và Shi-hoo. Cô là người thứ hai biết Shi-hoo là ma cà rồng và nảy sinh tình cảm với Han Shi-hoo. Cô phụ trách chơi piano cho ban nhạc.
- Park Gun-tae vai Hwang Beom-sung

Cậu là bạn thân nhất của Jung Jae-min. Tính cách vui vẻ, tốt bụng và hơi tưng tửng. Thích Ah-ra và hay ghen với những nam sinh khác, đặc biệt là Jae-min và Shi-hoo mỗi khi họ lại gần hay bắt chuyện với Ah-ra. Cậu tham gia chơi trống cho ban nhạc Orange Marmalade.
- Oh Kyung-min vai Choi Soo-ri

Một cô gái dễ thương, vui tính và thân thiện. Ngồi cạnh Ma-ri trong lớp, cô khá là tốt bụng. Nhưng lại rất sợ Ma-ri khi danh tính Ma-ri được công khai. Cô cũng khá mê trai. Phụ trách điều khiển âm thanh cho ban nhạc.

### Gia đình Ma-ri
- Ahn Gil-kang vai Baek Seung-hoon: Bố của Ma-ri
- Yoon Ye-hee vai Song Sun-hwa: Mẹ Ma-ri
- Jo Yi-hyun vai Baek Joseph: Em trai Ma-ri

### Khác
- Song Jong-ho vai Han Yoon-jae: Thầy giáo, chú của Shi-hoo.
- Lee Il-hwa vai Kang Min-ha: Mẹ Jae-min